# 切爾姆斯福德市
切爾姆斯福德市（英語：City of Chelmsford）是英國英格蘭埃塞克斯郡的一個行政區，得名於境內的主要居民點切爾姆斯福德，也是埃塞克斯郡的郡治所在地。2012年6月1日，切爾姆斯福德市獲得了英國城市地位。切爾姆斯福德市這一政區成立於1974年。